# Copa da Liga Escocesa 1960–61
A Copa da Liga Escocesa de 1960-61 foi a 15º edição do segundo mais importante torneio eliminatório do futebol da Escócia. O campeão foi o Rangers F.C., que conquistou seu 3º título na história da competição ao vencer a final contra o Kilmarnock F.C., pelo placar de 2 a 0.

## Premiação
| Copa da Liga Escocesa de 1960-61 |
| Escócia                          |
| -------------------------------- |
| Rangers F.C. Campeão (3º título) |